# 段干姓
段干姓為中文姓氏之一，在《百家姓》中排名466位。

## 起源
- 以居住地為姓，以前居住在段干的人複姓段干，後多改為段姓。

## 延伸阅读
[在维基数据编辑]
 《百家姓》
 《欽定古今圖書集成·明倫彙編·氏族典·段干姓部》，出自陈梦雷《古今圖書集成》